# Махакам-Південь – Сеніпах
Махакам-Південь – Сеніпах – система газопроводів, споруджена для видачі продукції кількох індонезійських офшорних родовищ, розробку яких організували в межах єдиного проекту Махакам-Південь.
У 2012 році у Макасарській протоці почалась розробка трьох газоконденсатних родовищ ліцензійної ділянки Махакам, на кожному з яких встановили по одній платформі. Видачу продукції організували до розташованого на східному узбережжі Калімантану газопереробного заводу Сеніпах (останній звели наприкінці 1990-х для потреб гігантського родовища Печіко, а в подальшому почали використовувати для прийому вуглеводнів з інших об’єктів). Для цього проклали:
- трубопровід довжиною 70 (за іншими даними – 67) км та діаметром 600 мм від платформи на родовищі Ступа до Сеніпаху;
- перемичку довжиною 10 км та діаметром 600 мм від платформи родовища Манду-Схід до місяця врізки у трубопровід Ступа – Сеніпах;
- перемичку довжиною 4 км та діаметром 300 мм від платформи родовища Ступа-Захід до платформи Ступа.
В 2015 році стала до ладу друга фаза проекту, яка включала ще одну платформу для родовищ Джемпанг та Метуланг. Її під’єднали до платформи Манду-Схід за допомогою перемички довжиною 8 км та діаметром 300 мм.
Після підготовки на ГПЗ Сеніпах газ може спрямовуватись до системи Сеніпах – Бонтанг або на ТЕС Сеніпах, тоді як конденсат вивозиться з Сеніпаху морським шляхом.